# Henry Meade Bland
Henry Meade Bland (ur. 1863, zm. 1931) – poeta amerykański, wyróżniony tytułem Poety-laureata stanu Kalifornia. Urodził się 21 kwietnia 1863 w Fairfield w Solano County w Kalifornii. Jego rodzicami byli Henry James i Annot L. Steele Blandowie. Ukończył ze stopniem magistra Uniwersytet Stanford (1895) i uzyskał stopień doktora na University of the Pacific. W 1888 ożenił się z Mabel Haskell. Był nauczycielem w Los Gatos, Santa Clara and San Jose. W latach 1899–1931 wykładał na San Jose State Teachers College, późniejszym San Jose State University. Znał się z Edwinem Markhamem, Jackiem Londonem i Joaquinem Millerem. Wydał między innymi A Song of Autumn and Other Poems (1907), In Yosemite and Other Poems i Sierran Pan, and Other Poems, with a Christmas Memory (1922). Opublikował czytankę dla dzieci Prose and Poetry for Children (1912). Skompilował też antologię The Golden Gate Birthday Book: a Collection of Western and Other Verse (1914). W latach 1929–1931 był oficjalnym poetą-laureatem Kalifornii. Zastąpił na tym stanowisku zmarłą Inę Coolbrith. Zmarł 30 kwietnia 1931. Edwin Markham napisał o poezji Blanda, że zawiera lines of true beauty and mystic music. Do najważniejszych dzieł poety należy napisany strofą spenserowską poemat In Yosemite poświęcony Yosemite Valley.